# Campionat d'Europa d'atletisme de 1974
El Campionat d'Europa d'atletisme de 1974 fou l'onzena edició del Campionat d'Europa d'atletisme organitzat sota la supervisió de l'Associació Europea d'Atletisme. La competició es dugué a terme entre els dies 2 i 8 de setembre de 1974 a l'Estadi Olímpic de Roma (Itàlia).

## Participació
Segons el recompte no oficial, 747 atletes de 29 països van participar en la competició, dos atletes més que la xifra oficial de 745 publicada.
- Alemanya Occidental (64)
- Alemanya Oriental (71)
- Àustria (5)
- Bèlgica (21)
- Bulgària (25)
- Dinamarca (12)
- Espanya (17)
- Finlàndia (33)
- França (44)
- Gibraltar (1)
- Grècia (12)
- Hongria (21)
- Islàndia (2)
- Irlanda (7)
- Itàlia (48)
- Iugoslàvia (11)
- Liechtenstein (1)
- Luxemburg (2)
- Noruega (14)
- Països Baixos (13)
- Polònia (56)
- Portugal (4)
- Regne Unit (68)
- Romania (20)
- Suècia (33)
- Suïssa (12)
- Txecoslovàquia (46)
- Unió Soviètica (83)
- Xipre (1)

## Medallistes

### Categoria masculina
| Prova                   | Or                                                                             | Or             | Plata                                                                      | Plata    | Bronze                                                                       | Bronze   |
| 100 metres              | Valeri Borzov · Unió Soviètica                                                 | 10.27          | Pietro Mennea · Itàlia                                                     | 10.34    | Klaus-Dieter Bieler · RFA                                                    | 10.35    |
| 200 metres              | Pietro Mennea · Itàlia                                                         | 20.60          | Manfred Ommer · RFA                                                        | 20.76    | Hans-Jürgen Bombach · RDA                                                    | 20.83    |
| 400 metres              | Karl Honz · RFA                                                                | 45.04 (EMR)    | David Jenkins · Regne Unit                                                 | 45.67    | Bernd Herrmann · RFA                                                         | 45.78    |
| 800 metres              | Luciano Susanj · Iugoslàvia                                                    | 1:44.07 (EMR)  | Steve Ovett · Regne Unit                                                   | 1:45.77  | Markku Taskinen · Finlàndia                                                  | 1:45.89  |
| 1500 metres             | Klaus-Peter Justus · RDA                                                       | 3:40.55        | Thomas Hansen · Dinamarca                                                  | 3:40.75  | Thomas Wessinghage · RFA                                                     | 3:41.10  |
| 5000 metres             | Brendan Foster · Regne Unit                                                    | 13:17.21 (EMR) | Manfred Kuschmann · RDA                                                    | 13:23.93 | Lasse Virén · Finlàndia                                                      | 13:24.57 |
| 10.000 metres           | Manfred Kuschmann · RDA                                                        | 28:25.75       | Tony Simmons · Regne Unit                                                  | 28:25.79 | Giuseppe Cindolo · Itàlia                                                    | 28:27.05 |
| 110 m. tanques          | Guy Drut · França                                                              | 13.40 (EMR)    | Mirosław Wodzyński · Polònia                                               | 13.67    | Leszek Wodzyński · Polònia                                                   | 13.71    |
| 400 m. tanques          | Alan Pascoe · Regne Unit                                                       | 48.82 (EMR)    | Jean-Claude Nallet · França                                                | 48.94    | Yevgeniy Gavrilenko · Unió Soviètica                                         | 49.32    |
| 3000 m. obstacles       | Bronisław Malinowski · Polònia                                                 | 8:15.04 (EMR)  | Anders Gärderud · Suècia                                                   | 8:15.41  | Michael Karst · RFA                                                          | 8:17.91  |
| relleus 4x100 m. llisos | FrançaLucien Sainte-Rose · Joseph Arame · Bruno Cherrier · Dominique Chauvelot | 38.69 (EMR)    | ItàliaVincenzo Guerini · Norberto Oliosi · Luigi Benedetti · Pietro Mennea | 38.88    | RDAManfred Kokot · Michael Droese · Hans-Jürgen Bombach · Siegfried Schenke  | 38.99    |
| relleus 4x400 m. llisos | Regne UnitGlen Cohen · William Hartley · Alan Pascoe · David Jenkins           | 3:03.33        | RFAHermann Köhler · Horst-Rüdiger Schlöske · Karl Honz · Rolf Ziegler      | 3:03.52  | FinlàndiaStig Lönnqvist · Ossi Karttunen · Markku Taskinen · Markku Kukkoaho | 3:03.57  |
| Marató                  | Ian Thompson · Regne Unit                                                      | 2:13:19        | Eckhard Lesse · RDA                                                        | 2:14:57  | Gaston Roelants · Bèlgica                                                    | 2:16:30  |
| 20 km. marxa            | Volodímir Holubnitxi · Unió Soviètica                                          | 1:29:30        | Bernd Kannenberg · RFA                                                     | 1:29:38  | Roger Mills · Regne Unit                                                     | 1:32:34  |
| 50 km. marxa            | Christoph Höhne · RDA                                                          | 3:59:06        | Otto Barch · Unió Soviètica                                                | 4:02:39  | Peter Selzer · RDA                                                           | 4:04:28  |
| Salt d'alçada           | Jesper Tørring · Dinamarca                                                     | 2.25 (EMR)     | Kęstutis Šapka · Unió Soviètica                                            | 2.25     | Vladimír Malý · Txecoslovàquia                                               | 2.19     |
| Salt amb perxa          | Vladimir Kischkun · Unió Soviètica                                             | 5.35 (EMR)     | Władysław Kozakiewicz · Polònia                                            | 5.35     | Yuri Isakov · Unió Soviètica                                                 | 5.30     |
| Salt de llargada        | Valeri Pidlujni · Unió Soviètica                                               | 8.12           | Nenad Stekić · Iugoslàvia                                                  | 8.05     | Yevgeni Schubin · Unió Soviètica                                             | 7.98     |
| Triple salt             | Víktor Sanéiev · Unió Soviètica                                                | 17.23          | Carol Corbu · Romania                                                      | 16.68    | Andrzej Sontag · Polònia                                                     | 16.61    |
| Llançament de pes       | Hartmut Briesenick · RDA                                                       | 20.50          | Ralf Reichenbach · RFA                                                     | 20.38    | Geoff Capes · Regne Unit                                                     | 20.21    |
| Llançament de disc      | Pentti Kahma · Finlàndia                                                       | 63.62          | Ludvík Daněk · Txecoslovàquia                                              | 62.76    | Ricky Bruch · Suècia                                                         | 62.00    |
| Llançament de javelina  | Hannu Siitonen · Finlàndia                                                     | 89.58          | Wolfgang Hanisch · RDA                                                     | 85.46    | Terje Thorslund · Noruega                                                    | 83.68    |
| Llançament de martell   | Aleksey Spiridonov · Unió Soviètica                                            | 74.20          | Jochen Sachse · RDA                                                        | 74.00    | Reinhard Theimer · RDA                                                       | 71.62    |
| Decatló                 | Ryszard Skowronek · Polònia                                                    | 8207 (EMR)     | Yves Leroy · França                                                        | 8146     | Guido Kratschmer · RFA                                                       | 8132     |

### Categoria femenina
| Prova                  | Or                                                                     | Or            | Plata                                                                        | Plata   | Bronze                                                                                   | Bronze  |
| 100 m                  | Irena Szewińska · Polònia                                              | 11.13 (EMR)   | Renate Stecher · RDA                                                         | 11.23   | Andrea Lynch · Regne Unit                                                                | 11.28   |
| 200 m                  | Irena Szewińska · Polònia                                              | 22.51 (EMR)   | Renate Stecher · RDA                                                         | 22.68   | Mona-Lisa Pursiainen · Finlàndia                                                         | 23.17   |
| 400 m                  | Riitta Salin · Finlàndia                                               | 50.14 (WR)    | Ellen Streidt · RDA                                                          | 50.69   | Rita Wilden · RFA                                                                        | 50.88   |
| 800 m                  | Lilyana Tomova · Bulgaria                                              | 1:58.14 (EMR) | Gunhild Hoffmeister · RDA                                                    | 1:58.81 | Mariana Suman · Romania                                                                  | 1:59.84 |
| 1500 m                 | Gunhild Hoffmeister · RDA                                              | 4:02.25 (EMR) | Lilyana Tomova · Bulgaria                                                    | 4:04.97 | Grete Andersen · Noruega                                                                 | 4:05.21 |
| 3000 m                 | Nina Holmén · Finlàndia                                                | 8:55.10       | Liudmila Bràguina · Unió Soviètica                                           | 8:56.09 | Joyce Smith · Regne Unit                                                                 | 8:57.39 |
| 100 m. tanques         | Annelie Ehrhardt · RDA                                                 | 12.66 (EMR)   | Annerose Fiedler · RDA                                                       | 12.89   | Teresa Nowak · Polònia                                                                   | 12.91   |
| relleus 4×100 m llisos | RDADoris Maletzki · Renate Stecher · Christina Heinich · Bärbel Eckert | 42.51 (WR)    | RFAElfgard Schittenhelm · Annegret Kroniger · Annegret Richter · Inge Helten | 42.75   | PolòniaEwa Długołęcka · Danuta Jedrejek · Barbara Bakulin · Irena Szewińska              | 43.48   |
| relleus 4×400 m llisos | RDABrigitte Rohde · Waltraud Dietsch · Angelika Handt · Ellen Streidt  | 3:25.21 (EMR) | FinlàndiaMarika Eklund · Mona-Lisa Pursiainen · Pirjo Wilmi · Riitta Salin   | 3:25.70 | Unió SovièticaInta Kļimoviča · Ingrīda Barkāne · Nadezhda Kolesnikova · Natalya Sokolova | 3:26.10 |
| Salt de llargada       | Ilona Bruzsenyák · Hongria                                             | 6.65          | Eva Šuranová · Txecoslovàquia                                                | 6.65    | Pirkko Helenius · Finlàndia                                                              | 6.59    |
| Salt d'alçada          | Rosemarie Witschas · RDA                                               | 1.95 (EMR)    | Milada Karbanová · Txecoslovàquia                                            | 1.91    | Sara Simeoni · Itàlia                                                                    | 1.89    |
| Llançament de pes      | Nadezhda Chizhova · Unió Soviètica                                     | 20.78 (EMR)   | Marianne Adam · RDA                                                          | 20.43   | Helena Fibingerová · Txecoslovàquia                                                      | 20.33   |
| Llançament de disc     | Faina Melnyk · Unió Soviètica                                          | 69.00 (EMR)   | Argentina Menis · Romania                                                    | 64.62   | Gabriele Hinzmann · RDA                                                                  | 62.50   |
| Llançament de javelina | Ruth Fuchs · RDA                                                       | 67.22 (WR)    | Jacqueline Todten · RDA                                                      | 62.10   | Nataša Urbančič · Iugoslàvia                                                             | 61.66   |
| Pentatló               | Nadezhda Tkachenko · Unió Soviètica                                    | 4776          | Burglinde Pollak · RDA                                                       | 4678    | Zoya Spasovkhodskaya · Unió Soviètica                                                    | 4550    |

## Medaller
Seu
| Posició | País           | Or | Plata | Bronze | Total |
| 1       | East Germany   | 10 | 12    | 5      | 27    |
| 2       | Soviet Union   | 9  | 3     | 5      | 17    |
| 3       | Great Britain  | 4  | 3     | 4      | 11    |
| 4       | Poland         | 4  | 2     | 4      | 10    |
| 5       | Finland        | 4  | 1     | 5      | 10    |
| 6       | France         | 2  | 2     | 0      | 4     |
| 7       | West Germany   | 1  | 5     | 6      | 12    |
| 8       | Italy          | 1  | 2     | 2      | 5     |
| 9       | Yugoslavia     | 1  | 1     | 1      | 3     |
| 10      | Bulgaria       | 1  | 1     | 0      | 2     |
| 10      | Denmark        | 1  | 1     | 0      | 2     |
| 12      | Hungary        | 1  | 0     | 0      | 1     |
| 13      | Czechoslovakia | 0  | 3     | 2      | 5     |
| 14      | Romania        | 0  | 2     | 1      | 3     |
| 15      | Sweden         | 0  | 1     | 1      | 2     |
| 16      | Norway         | 0  | 0     | 2      | 2     |
| 17      | Belgium        | 0  | 0     | 1      | 1     |
| 17      | Total          | 39 | 39    | 39     | 117   |